# Завод за запошљавање Републике Српске
| Завод за запошљавање Републике Српске |                                      |
| Основан                               | октобар 1992.                        |
| Земља                                 | Република Српска Босна и Херцеговина |
| Директор                              | Дамјан Шкипина                       |
| Седиште                               | Пале                                 |
| Адреса                                | Српских ратника 30, 71420 Пале       |
| Сајт                                  | http://www.zzzrs.net//               |

Завод за запошљавање Републике Српске је јавна установа за помоћ и посредовање при запошљавању незапослених лица и остваривању њихових права за вријеме незапослености.
Основан је у октобру 1992. одлуком Владе Републике Српске, као Републички завод за запошљавање. До усвајања Закона о запошљавању и остваривању права незапослених лица, 1993. године, у Републици Српској је важио Закон о запошљавању из 1990. године. односно из периода СФРЈ. Назив установе промијењен је 2000. у Завод за запошљавање Републике Српске.
Завод је централна организација на тржишту рада Републике Српске, која посредује између послодаваца и незапослених лица. Законом су одређене његове основне надлежности: посредовање при запошљавању, јавно обавјештавање о могућностима и условима запошљавања, савјетовање о избору посла, стручно оспособљавање и припрема за запошљавање, спровођење програма запошљавања, административни, организациони и стручни послови у вези са остваривањем права на новчану надокнаду и здравствену заштиту незапослених. Заводом управљају Управни одбор и директор.
У организационом смислу, Завод се састоји (2019) од централних служби, са двије канцеларије на Палама (гдје је и сједиште установе), пет сектора, унутар којих дјелује девет одјељења, седам филијала (Источно Сарајево, Бања Лука, Приједор, Добој, Бијељина, Зворник, Требиње) и 59 бироа у градовима и општинама у Републике Српске.